# ويتون (ماريلاند)

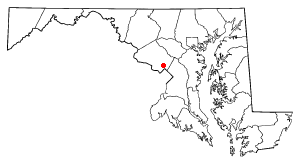
موقع ويتون غلينمونت، ماريلاند

ويتون (بالإنجليزية: Wheaton)‏، منطقة حضرية مقاطعة مونتغومري بولاية ماريلاند، الولايات المتحدة الأمريكية شمالي واشنطن العاصمة، شمال غرب سيلفر سبرينغ. ويتون يأخذ اسمها من صريح ويتون (1833-1903) ، ضابط في جيش الولايات المتحدة ومتطوع من ولاية رود آيلاند في نقابة الجيش الذي ارتفع إلى رتبة الميجر جنرال وهم يخدمون قبل الحرب الأهلية الأمريكية، وأثناءها، وبعدها.

## أعلام
- رالف بلوك
- ديانا باريرا